# Karl Holmgren

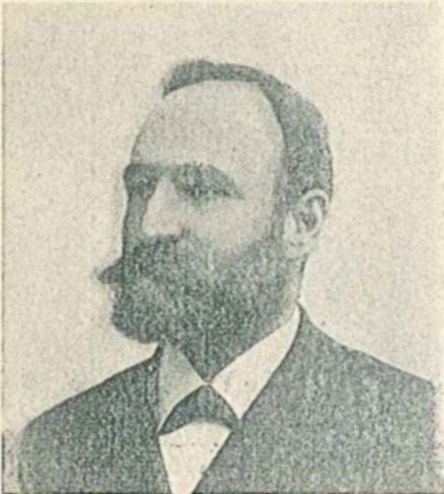
Karl Holmgren.

Karl Edvard Holmgren, född 14 december 1845 i Österlövsta församling, Uppsala län, död 20 februari 1900 i Uppsala (folkbokförd i Österlövsta församling), var en svensk arrendator och riksdagsman.
Holmgren var arrendator på Hillebola i Uppsala län. Han var i riksdagen från 1885 fram till sin död ledamot av andra kammaren, invald i Olands härads valkrets.